# فيليبي ديسميت
فيليبي ديسميت (من مواليد 29 نوفمبر 1958) وهو لاعب كرة قدم دولي سابق من بلجيكا.

## مسيرته الكروية
لعب فيليبي ديسميت خلال مسيرته الاحترافية مع 5 أندية في ستة عشر موسمًا وسجل خلالها 76 هدفًا ضمن 358 مباراة. ولم يفز بأي موسم بالكأس أو بالدوري.
خاض فيليبي ديسميت مسيرته مع نادي كونينكليجك سبورتفرينغنغ فاريغيم في موسم 1977–78 ليلعب معه تسعة مواسم، مشاركًا في 233 مباراة سجل خلالها 45 هدفًا. ثم انتقل إلى نادي ليل في موسم 1986–87 واستمر معه طيلة ثلاثة مواسم، حيث شارك في 90 مباراة سجل خلالها 27 هدفًا. لينتقل بعدها إلى نادي كورتريك في موسم 1989–90 ولمدة موسمين، مشاركًا في 23 مباراة سجل خلالها 3 أهداف. ثم انتقل إلى نادي رويال شارلروا في موسم 1990–91 لمدة موسم واحد، مشاركًا في 10 مباريات سجل خلالها هدفًا واحدًا. هذا وانتقل لاحقًا إلى S.C. Eendracht Aalst ‏ في موسم 1991–92 لمدة موسم واحد، مشاركًا في مباراتين ولم يسجل أي هدف.

## روابط خارجية
- فيليبي ديسميت على موقع الاتحاد البلجيكي (الإنجليزية)
- فيليبي ديسميت على موقع قاعدة بيانات كرة القدم.إي يو (الإنجليزية)
- فيليبي ديسميت على موقع ناشيونال فوتبول تيمز (الإنجليزية)
- فيليبي ديسميت على موقع Soccerway.com (الإنجليزية)
- فيليبي ديسميت على موقع عالم كرة القدم.نت (الإنجليزية)